# Love/Hate (serie de televisión)

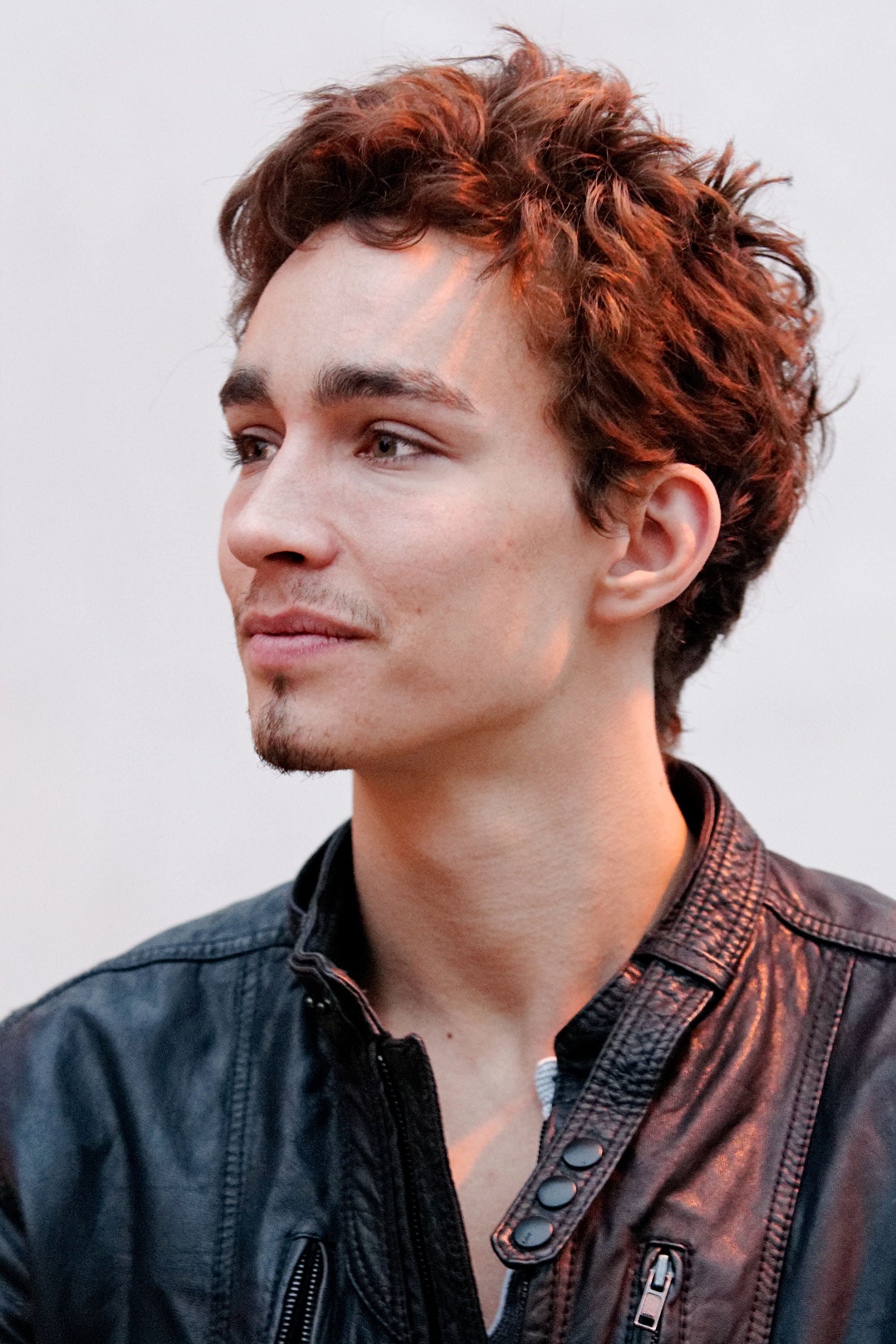
Robert Sheehan es Darren.

Love/Hate es una serie de televisión dramática irlandesa de RTÉ Television emitida entre 2010 y 2014 en RTÉ One y RTÉ Player. La serie está basada en varias bandas del inframundo criminal de Dublín, donde fue filmada principalmente, con algunas escenas filmadas en condados limítrofes. Desde su lanzamiento, ha crecido en popularidad con la tercera temporada, que atrajo a cerca de un millón de espectadores en varias ocasiones.
En noviembre de 2014, RTÉ declaró que se realizaría una sexta temporada, pero el programa se tomaría un descanso de un año en 2015. Sin embargo, en noviembre de 2015 RTÉ declaró que ya no había planes para hacer una sexta temporada. En 2017, el actor John Connors confirmó que la producción de Love/Hate había cesado y que no habría más temporadas emitidas.

## Sinopsis
La serie gira en torno a una banda del inframundo criminal de Dublín, liderada por "John Boy" Power (Aidan Gillen). Representa la adicción a las drogas de las clases desfavorecidas dublinesas, la miseria y la violencia del crimen organizado que ha crecido en la Irlanda posterior al boom económico. Los eventos catastróficos encienden la tensión entre la banda de narcotraficantes, y la familia, los amigos y la comunidad que deben vivir con las consecuencias.
Darren Treacy (Robert Sheehan) regresa a Dublín desde España, pasando tiempo allí mientras intenta evitar a la Garda Síochána en Irlanda por posesión de armas. El hermano de Darren, Robbie, sale de la prisión de Cloverhill. Mientras espera que Thomas "Tommy" Daly (Killian Scott) lo recoja, Robbie recibe un disparo fuera de un quiosco de prensa. A partir de ese momento se produce una búsqueda para encontrar al asesino por parte de Darren, mientras que Nigel "Nidge" Delaney (Tom Vaughan-Lawlor), el segundo de "John Boy" Power, lucha por mantener la unidad en la banda.

## Reparto
- Tom Vaughan-Lawlor como Nigel "Nidge" Delaney.
- Killian Scott como Thomas "Tommy" Daly.
- Aoibhinn McGinnity como Patricia "Trish" Delaney.
- Charlie Murphy como Siobhán Delaney.

### Introducidos en la temporada 1
- Robert Sheehan como Darren Treacy (temporadas 1–3).
- Chris Newman como Robbie Treacy.
- Ruth Bradley como Mary Treacy (temporadas 1–2).
- Aidan Gillen como "John Boy" Power (temporadas 1–2).
- Brian Gleeson como Hughie "Cueball" Power.
- Ruth Negga como Rosie Moynihan (temporadas 1–2).
- Peter Campion como Stephen "Stumpy" Doyle (temporadas 1–2).
- Laurence Kinlan como Eric "Elmo" Creed (temporadas 1, temporadas 3–5).

### Introducidos en la temporada 2
- Peter Coonan como Francis "Fran" Cooney (temporadas 2–5).
- Mark Dunne como Adrian "Ado" Kenny (temporadas 2–5).
- Susan Loughnane como Debbie (temporadas 2–4)..
- Ian Lloyd Anderson como Dean (temporadas 2–5)
- Gavin Drea como Luke.
- Denise McCormack como Linda Cooney.

### Introducidos en la temporada 3
- Jimmy Smallhorne como Christopher "Git" Loughman.
- Jason Barry como Daniel "Dano" Loughman (temporadas 3–4).
- Seán McGinley como Tony (temporadas 3–4).
- Eve Macklin como Georgina Loughman.
- Patrick Murray como Paddy.
- Jim Murray como Ray.
- Caoilfhionn Dunne como Lizzie (temporadas 3–5).
- Siobhan Shanahan como Donna (temporadas 3–5).
- Stephen Cromwell como Gary Creed.
- Mary Murray como Janet Hartigan (temporadas 3–5).
- Lynn Rafferty como Nadine (temporadas 3–5).[6]
- Stephen O'Brien como Terry (temporadas 3–5).

### Introducidos en la temporada 4
- John Connors como Patrick Ward (temporadas 4–5).
- Leroy Harris como Glen "Ginny" O'Donoghue (temporadas 4–5).
- Brían F. O'Byrne como Mick Moynihan (temporadas 4–5).
- Kieran O'Reilly como Ciarán Madden (temporadas 4–5).
- Aaron Heffernan como Gavin (temporadas 4–5).
- Peter O'Meara como Andrew Reddin.
- Barry Keoghan como Wayne.

### Introducidos en la temporada 5
- Paudge Behan como Terrence "Big Balls" May.
- Johnny Ward como Paulie Lawless.

## Producción
Comisionado por RTÉ Drama, la serie fue producida por Octagon Films. Los productores fueron Simon Massey, Suzanne McAuley y James Flynn. El rodaje de la primera temporada comenzó el 12 de octubre de 2009, escrita por Stuart Carolan e inicialmente dirigido por David Caffrey. El director de fotografía es Donal Gilligan y el programa fue filmado en cámara RED, una cámara de cine digital, ahora Arri Alexa. El diseñador de producción es Stephen Daly y el diseñador de vestuario es Aisling Wallace Byrne. El espectáculo está editado por Dermot Diskin.
La segunda temporada comenzó a filmarse a fines de marzo de 2011 en Dublín. El 12 de diciembre de 2011, RTÉ.ie informó que se estaba desarrollando una tercera temporada, que fue confirmada el 17 de enero de 2012 por RTÉ.
El 18 de diciembre de 2012, Irish Independent informó que "se espera que la filmación de la cuarta temporada de Love/Hate comience a principios del año nuevo". El primer episodio de la cuarta temporada se transmitió el 6 de octubre de 2013 y tuvo una audiencia de 970 600 espectadores en RTÉ One. En noviembre de 2013, RTÉ lanzó la temporada 4 de Love/Hate en DVD.
En septiembre de 2014, la quinta temporada comenzó a emitirse en RTE1, recibiendo una gran aclamación por su historia más valiente, algo que algunos fanáticos creían que faltaba en la cuarta temporada. El final de la serie fue visto por más de 1 millón de espectadores y recibió críticas favorables por terminarlo en un impactante suspenso, que incluyó el asesinato del favorito de los fanáticos, Nidge.
El programa se canceló oficialmente en 2017 cuando John Connors confirmó que no se producirían más episodios, a pesar de los primeros informes de que el programa volvería para una sexta temporada después de un paréntesis de un año. La quinta temporada se lanzó en DVD el día después de que se emitiera el episodio final. Cada episodio tuvo un coste aproximado de €600 000.

## Acogida
Love/Hate fue bien recibida por la crítica especializada y ganó ocho Premios Irlandeses de Cine y Televisión (IFTA), siete de ellos en 2012. La segunda temporada recibió la aclamación general de la crítica, mientras que al lanzamiento de la tercera temporada, The Irish Times elogió la serie como "el mejor drama que RTÉ ha producido".
The Guardian elogió la serie, comparándolo con The Wire y The Sopranos, y dijo que "lo que distingue a Love/Hate es la forma en que los guiones... arraigan el género mafioso en las tendencias y tensiones de la cultura irlandesa contemporánea". Con el lanzamiento de la quinta y última temporada, The Guardian la calificó como "una poderosa serie, un gran éxito en Irlanda, tiene un fuerte sentido de lugar y algunos personajes brutales", para concluir que "Love/Hate no es solo otro drama de pandillas, sino más bien una representación oscura y detallada de una ciudad en crisis. La violencia armada sigue siendo una gran preocupación en Dublín; su drama más popular te muestra repetidamente por qué".